# بيت العفاري الأعلى (مدينة حجة)

تعديل مصدري - تعديل

بيت العفاري الأعلى هي إحدى قرى عزلة عبس بمديرية مدينة حجة التابعة لمحافظة حجة، بلغ تعداد سكانها 64 نسمة حسب تعداد اليمن لعام 2004.